# Khóa học yêu cấp tốc
Khóa học yêu cấp tốc (Hangul: 일타 스캔들) là một bộ phim truyền hình Hàn Quốc được sản xuất bởi đạo diễn Yoo Je-won, với sự tham gia của Jeon Do-yeon và Jung Kyung-ho. Phim được khởi chiếu vào ngày 14 tháng 1 năm 2023 trên kênh tvN và phát sóng vào thứ Bảy và Chủ Nhật hàng tuần lúc 21:10 (KST). Bộ phim cũng có sẵn và được phát trực tuyến trên Netflix ở một số khu vực.

## Diễn biến bộ phim
Nam Haeng-Seon (Jeon Do-Yeon) từng là vận động viên quốc gia. Hiện cô đang điều hành một cửa hàng bán đồ ăn phụ. Cô ấy có một tính cách siêu tích cực, chăm chỉ và không ngại khó khăn. Cô nhận nuôi cháu gái của mình và đối xử với cô bé như con gái ruột của mình. Vì con gái của mình, cô tìm hiểu về lớp học dành cho học sinh chuẩn bị cho kỳ thi tuyển sinh đại học. Từ đó, Nam Haeng-Seon lại dính líu đến Choi Chi-Yeol (Jung Kyung-Ho).
Choi Chi-Yeol là một giảng viên nổi tiếng, tài giỏi và năng nổ. Anh được biết đến với cái danh "giảng viên ngôi sao". Là một người giảng viên hướng dẫn cho học sinh của mình, anh ấy tâm huyết trong các tiết học của mình. Anh ấy cố gắng khiến cho lớp học trở nên sôi nổi, và khiến cho học sinh trở nên vui vẻ. Nhờ công việc của mình, anh đã tích lũy được của cải và danh tiếng với tư cách là một người giảng viên nổi tiếng. Nhưng với sự nổi tiếng ngày càng tăng và sự mặc cảm trong quá khứ, anh ấy càng trở nên nhạy cảm, gai góc và thờ ơ hơn với mọi người. Anh bị suy dinh dưỡng và căng thẳng, không thể ăn được. Sau 1 lần ăn đồ ăn ở quán của Nam Haeng-Seon, anh ấn tượng với đồ ăn của cô và từ đó, mỗi ngày anh đều tìm đến quán cô để ăn. Mối nhân duyên giữa Nam Haeng-Seon và Choi Chi-Yeol cũng chính thức bắt đầu.

## Diễn viên

### Chính
- Jeon Do-yeon trong vai Nam Haeng-seon: cựu vận động viên quốc gia và chủ cửa hàng món phụ, người không bị lay chuyển bởi những khó khăn trong cuộc sống, tin tưởng vào lựa chọn của chính mình và không bào chữa
- Lee Yeon trong vai Nam Haeng-seon thời trẻ
- Jung Kyung-ho trong vai Choi Chi-yeol: một giảng viên học viện nổi tiếng và thẳng thắn, người có kỹ năng xuất sắc và khiếu thể hiện tuyệt vời
- Kim Min-chul trong vai Choi Chi-yeol thời trẻ

### Phụ

#### Những người xung quanh Haeng-sun
- Roh Yoon-seo trong vai Nam Hae-yi
- Oh Eui-shik trong vai Nam Jae-woo
- Lee Bong-ryun trong vai Kim Young-joo

#### Những người xung quanh Chi-yeol
- Shin Jae-ha trong vai Ji Dong-hwi
- Kim Da-huin trong vai Jeon Jong-ryeol

#### Những người ở chung cư
- Jang Young-nam vai Jang Seo-jin
- Lee Chae-min trong vai Lee Seon-jae
- Kim Tae-jeong trong vai Lee Hee-jae
- Kim Sun-young trong vai Jo Su-hee
- Kang Na-eon trong vai Bang Su-a
- Hwang Bo-ra trong vai Lee Mi-ok
- Ryu Da-in trong vai Jang Dan-ji
- Lee Min-jae trong vai Seo Geon-hu

#### Nhân viên ở học viện
- Heo Jeong-do trong vai Kang Joon-sang
- Ji Il-joo trong vai Jin Yi-sang

Giảng viên tại Học viện Pride

#### Mở rộng
- Yoo Jun vai Lee Young-min

Một học sinh trong lớp toàn diện tại Học viện Pride đã rơi từ trên mái nhà xuống và chết.
- Choi Hee-jin trong vai mẹ Young-min[7]
- Lee Do-hye trong vai Jeong Su-hyeon[8]

Học sinh của Chi-yeol đã tự tử
- Jung Han-seol trong vai thám tự Bae[9]
  - Một thám tử xử lý vụ án về cái chết của Young-min.

### Xuất hiện đặc biệt
- Kim Mi-kyung trong vai mẹ của Haeng-seon
- Yoon Seok-hyun trong vai Song Jun-ho[10]
- Bae Yoon-kyung trong vai Hye-yeon[11]
- Lee Sang-yi trong vai Youtuber Gã Biết Tuốt[12][13]

## Tập phim
Được đạo diễn bởi Yoo Je-won, bộ phim này bao gồm 16 tập. Mỗi tên tập đề cập đến các bài toán
| TT. | Tiêu đề                                                                                                   | Ngày phát hành gốc  | Người xem tại South Korea (triệu) |
| --- | --- | ------------------- | --------------------------------- |
| 1 | "Người Và Tôi, Phép Giao Của Hai Vũ Trụ (너와 나, 두 우주의 교집합)"                                      | 14 tháng 1 năm 2023 | 0.971                             |
| Trường dự bị tư nhân, Nokeun-ro (The Pride) là số một trong thị trấn. Nó có một giáo viên dạy toán ngôi sao, Choi Chi-yeol. Phụ huynh xếp hàng hàng ngày từ sáng sớm để giành chỗ ngồi tốt nhất trong bài giảng của Choi Chi-yeol. Tuy nhiên, Haeng-seon, một bà mẹ đơn thân và chủ cửa hàng món ăn dân tộc chưa bao giờ tham gia vào việc đó. Haeng-seon có một cảm giác tinh tế về sự vượt trội về điểm số của con gái mình, một người siêng năng tự học. Cho đến một ngày, cô con gái Hae-yi của bà đột nhiên nổi loạn với bà.                                                 | |                     |                                   |
| 2 | "Xắc Suất Gặp Phải Oan Gia Ở Nơi Ngõ Hẹp (원수를 외나무다리에서 만날 확률)"                               | 15 tháng 1 năm 2023 | 1.461                             |
| Thầy Choi Chi-yeol phải nhập viện vì suy dinh dưỡng. Điều này có thể cản trở khả năng làm việc của anh ấy nên Dong-hee, trợ lý của anh ấy, đã ra ngoài tìm thức ăn ngon cho Chi-yeol. Anh ấy tìm thấy cửa hàng "Món Phụ Tuyển Quốc Gia" và mua một hộp cơm trưa cho Chi-yeol. Bằng cách nào đó thức ăn trong hộp cơm khiến Chi-yeol ăn ngon lành. Tò mò về chủ nhân của món ăn, anh ghé thăm cửa hàng "Món Phụ Tuyển Quốc Gia" và gặp Nam Haeng-seon, một người phụ nữ mà anh không bao giờ muốn gặp lại.                                                                         | |                     |                                   |
| 3 | "Các Trường Hợp Khi Ác Cảm Trở Thành Hào Cảm (당신의 마음이, 내게 미소지은 순간)"                         | 21 tháng 1 năm 2023 | 1.354                             |
| Nam Haeng-seon và Choi Chi-yeol đã hiểu lầm nhau mà không biết rằng họ thực sự cần nhau. Nam Haeng-seon thề sẽ trở thành một người mẹ quan tâm đến việc học hành của con gái mình và xếp hàng hàng ngày trước học viện The Pride để tìm Hae-yi. Đối với Choi Chi-yeol, Haeng-seon là người duy nhất có thể cứu anh khỏi tình trạng suy dinh dưỡng. Liệu hai người họ có thể biến sự tồn tại của nhau, từ ghét thành thích? | |                     |                                   |
| 4 | "Cuộc Nổi Loạn Của Cấp Số Cộng (당신의 온도가, 나의 마음을 녹인 순간)"                                    | 22 tháng 1 năm 2023 | 1.819                             |
| Hae-yi ghi danh vào các bài giảng của Choi Chi-yeol. Cuối cùng cô ấy cũng được học lớp một môn toán ở trường. Nhìn thấy Hae-yi hạnh phúc khiến Haeng-seon cảm thấy tự hào và buồn cùng một lúc. Mặt khác, Hae-yi đã tự tin vượt qua bài kiểm tra 'Lớp chăm sóc toàn diện của trường đại học y tế', đây là mục tiêu cuối cùng của các học sinh trường trung học dự bị Nokeun-ro (The Pride). Khi cô ấy đang tận hưởng tin vui trong giây lát thì Haeng-seon nghe được một tin sốc.                                                                                                 | |                     |                                   |
| 5 | "Sự Phân Bố Xắc Suất Bí Mật Của X Và Y (X와 Y의 비밀 확률 분포)"                                          | 28 tháng 1 năm 2023 | 2.242                             |
| Choi Chi-yeol, một trong những người hướng dẫn giỏi nhất, dạy kèm bí mật cho Hae-yi để đổi lấy ba bữa ăn một ngày. Nam Haeng-seon và Cho Chi-yeol đồng ý trao đổi tài năng của nhau và cố gắng hết sức để giữ bí mật. | |                     |                                   |
| 6 | "Ở Đời Không Có Đáp Án Đúng, Chỉ Có Đáp Án Mẫu Mà Thôi (인생엔 정답이 아닌 여러 개의 모범답안이 있을 뿐)" | 29 tháng 1 năm 2023 | 2.660                             |
| Trong một tai nạn buổi sáng, việc dạy kèm bí mật của Choi Chi-yeol và Haeng-seon bị Dong-hee và Young-ju phát hiện. Dong-hee là trợ lý đáng tin cậy mà Chi-yeol chia sẻ mọi thứ. Sau khi biết Haeng-seon giữ bí mật với mình, Yeong-ju cảm thấy bị phản bội. | |                     |                                   |
| 7 | "Quy Luật Rất Đỗi Bình Thường Khi Rơi Vào Lưới Tình (사랑에 빠지는 아주 보통의 법칙)"                     | 4 tháng 2 năm 2023  | 2.433                             |
| Hae-yi đứng đầu trường trong kỳ thi thử vào tháng 9. Nam Haeng-seon mời Choi Chi-yeol, người đóng góp chính, đến dự tiệc ăn mừng. Nó dẫn đến một trận đấu jokgu, và Choi Chi-yeol, bị thúc đẩy bởi mong muốn thi đấu, đã làm bị thương ở cổ tay... Với một cảm giác kỳ lạ đối với Nam Haeng-seon, Choi Chi-yeol đã làm một việc mà anh ấy thường không làm. | |                     |                                   |
| 8 | "Suy Luận Quy Nạp Khiến Nhân Duyên Trở Thành Số Mệnh (인연이 운명이 되는 귀납적 추론)"                    | 5 tháng 2 năm 2023  | 3.010                             |
| Choi Chi-yeol cố gắng làm dịu trái tim đang đập của mình sau khi biết sự thật rằng Nam Haeng-seon là con gái của một chủ quán đồ ăn, người mà anh ấy mắc nợ trong quá khứ. Anh quyết định đền đáp lại lòng tốt mà anh muốn dành cho con gái của cô, Haeng-seon. Anh ta bí mật mua tòa nhà của "Món Phụ Tuyển Quốc Gia" và giảm một nửa tiền thuê nhà. Nam Haeng-seon đi giao hộp cơm trưa đến văn phòng của Choi Chi-yeol và phát hiện ra rằng Choi Chi-Yeol đi xem mắt. | |                     |                                   |
| 9 | "Hiệu Ứng Cánh Bướm Của Mối Quan Hệ Chúng Ta (우리 만남의 나비효과)"                                      | 11 tháng 2 năm 2023 | 2.505                             |
| Choi Chi-yeol và Haeng-seon bị phụ huynh của Lớp Toàn Diện bắt gặp trước cửa hàng của cô ấy. Dạy kèm bí mật được công khai. Một 'vụ bê bối ăn khách' làm rung chuyển thị trấn và mọi mũi tên đều nhắm vào Haeng-seon. Cô ấy được nói đến và xếp hạng trong các cộng đồng khác nhau và các cụm từ tìm kiếm thời gian thực được phát sóng cá nhân. | |                     |                                   |
| 10 | "Biến Số Mang Tên Càm Xúc Khiến Mối Quan Hệ Thay Đổi (관계를 바꾸는 감정이라는 변수)"                     | 12 tháng 2 năm 2023 | 3.232                             |
| Khi Choi Chi-yeol thực hiện một chương trình trò chuyện về toán học, Haeng-seon tình cờ tham dự. Một vài vị khách hỏi Chi-yeol về vụ bê bối. Một trong số họ đổ lỗi cho Haeng-seon về điều đó. Không chịu nổi những lời chỉ trích của Haeng-seon, Chi-yeol thổ lộ tình cảm của mình trước khán giả của talkshow. Hành động này khiến mũi tên chỉ trích từng chĩa vào Haeng-seon giờ đang nhắm thẳng vào Chi-yeol. Học sinh của Chi-yeol biểu tình trước The Pride. Chi-cheol buộc phải dừng tất cả các bài giảng của mình và quyết định rời đi một thời gian để giải tỏa tâm trí. | |                     |                                   |
| 11 | "Quan Hệ Hàm Số Của Tình Yêu Chúng Ta (우리 사랑의 관계함수)"                                             | 18 tháng 2 năm 2023 | 3.076                             |
| Sau khi Hae-yi thú nhận rằng Haeng-seon là dì của cô ấy chứ không phải mẹ, Haeng-seon và Chi-yeol xác nhận tình cảm của họ dành cho nhau. Scandal một thời thu hút sự chú ý của công chúng đã trở lại dưới ánh đèn sân khấu trong chuyện tình cảm. Trái với sự lo lắng của cô, Hae-yi được bạn bè an ủi. Cô ấy thậm chí còn nhận được một lời tỏ tình công khai trong lớp học của mình. | |                     |                                   |
| 12 | "Giao Điểm Giữa Bi Kịch Và Hài Kịch (희극과 비극의 교차점)"                                               | 19 tháng 2 năm 2023 | 3.328                             |
| Sau khi hẹn hò một thời gian, Haeng-seon và Choi Chi-yeol có một cuộc tranh cãi nhỏ và dẫn đến cuộc chiến đầu tiên của họ. Họ bỏ lỡ cơ hội hòa giải do sự khác biệt trong lịch trình của họ. Muốn làm Haeng-seon hạnh phúc, Choi Chi-yeol chuẩn bị một buổi hẹn hò sang trọng với Dong-hee. Trong khi đó, các em đang tất bật chuẩn bị cho kỳ thi giữa học kỳ 2 sắp tới. | |                     |                                   |
| 13 | "Cách Ta Ứng Phó Với Giả Thuyết Không Thể Giải (미제(謎題)에 대처하는 우리의 자세)"                       | 25 tháng 2 năm 2023 | 2.855                             |
| Nokeun-ro (The Pride) quyết định mở trại chờ đợi sự trở lại huy hoàng của Choi Chi-yeol. Choi Chi-yeol miễn cưỡng, nhưng vẫn tiếp tục nhờ sự thuyết phục của Dong-hee. Haeng-seon dành nhiều ngày mà thậm chí khó có thể nhìn thấy mặt Chi-yeol khi anh ấy bận rộn chuẩn bị cho sự trở lại của mình. Hae-yi, người đã hoàn thành bài kiểm tra giữa học kỳ thứ hai, có điều gì đó khiến cô ấy bận tâm. | |                     |                                   |
| 14 | "Hãy Tìm Cách Giải Duy Nhất (오직 하나의 해를 구하라)"                                                    | 26 tháng 2 năm 2023 | 3.646                             |
| Hae-yi, người đã biến mất, được tìm thấy trong tình trạng bất tỉnh. Haeng-seon phát hiện một vết lạ trên tay Hae-i khi chăm sóc cô. Trong khi đó cảnh sát, nghi phạm Hae-yi đã cố gắng tự làm mình bị thương. Haeng-seon linh cảm rằng có thủ phạm liên quan đến vụ tai nạn của Hae-yi. Cô đắm mình trong việc tìm kiếm manh mối với Chi-yeol. Trong tình huống này, một người phụ nữ bí ẩn bất ngờ xuất hiện. | |                     |                                   |
| 15 | "Kết Của Của Ngẫu Nhiên Và Đương Nhiên (우연과 필연의 결과값)"                                            | 4 tháng 3 năm 2023  | 3.755                             |
| Haeng-seon gặp Dong-hee tại phòng bệnh của Hae-yi. Choi Chi-yeol đối mặt với sự thật gây sốc trong căn phòng trên sân thượng của Dong-hee. Trong khi đó, mẹ ruột của Hae-yi, người xuất hiện sau mười năm, chăm sóc Hae-yi hết sức cẩn thận. | |                     |                                   |
| 16 | "Nguời Và Tôi, Phép Hợp Của Hai Vũ Trụ (너와 나, 두 우주의 합집합)"                                       | 5 tháng 3 năm 2023  | 4.329                             |
| Tuyên bố đánh bom của Hae-yi khiến gia đình Haeng-seon như đi trên băng mỏng. Haeng-seon quyết định tôn trọng ý kiến của Hae-yi và chuẩn bị để Hae-yi đi... Thời gian trôi qua, bọn trẻ sẽ có một ngày thi tuyển sinh đại học D-day. Trong khi đó, Haeng-seon và Chi-yeol đang đấu tranh cho một tương lai hạnh phúc cùng nhau... | |                     |                                   |

## Sản xuất
Bộ phim đánh dấu lần hợp tác thứ ba giữa đạo diễn Yoo Je-won và biên kịch Yang Hee-seung sau High School King of Savvy (2014) và Ma nữ đáng yêu (2015). Có thông tin cho rằng quá trình quay phim bắt đầu vào mùa hè năm 2022 và kết thúc vào ngày 5 tháng 2 năm 2023.

## Nhạc phim

### Đĩa đơn

#### Phần 1
| 15 tháng 1 năm 2023 | 15 tháng 1 năm 2023  | 15 tháng 1 năm 2023 | 15 tháng 1 năm 2023 | 15 tháng 1 năm 2023 |
| STT                 | Nhan đề              | Phổ lời             | Phổ nhạc            | Thời lượng          |
| ------------------- | -------------------- | ------------------- | ------------------- | ------------------- |
| 1.                  | "Gypsophila"         | Lee Ju Hyuk         | Lee Ju Hyuk         | 3:32                |
| 2.                  | "Gypsophila" (Inst.) |                     | Lee Ju Hyuk         | 3:32                |
| Tổng thời lượng:    | Tổng thời lượng:     | Tổng thời lượng:    | Tổng thời lượng:    | 6:64                |

#### Phần 2
| 22 tháng 1 năm 2023 | 22 tháng 1 năm 2023        | 22 tháng 1 năm 2023 | 22 tháng 1 năm 2023 | 22 tháng 1 năm 2023 |
| STT                 | Nhan đề                    | Phổ lời             | Phổ nhạc            | Thời lượng          |
| ------------------- | -------------------------- | ------------------- | ------------------- | ------------------- |
| 1.                  | "It's Sunny today"         | Sunny               | Sunny               | 3:06                |
| 2.                  | "It's Sunny today" (Inst.) |                     | Sunny               | 3:06                |
| Tổng thời lượng:    | Tổng thời lượng:           | Tổng thời lượng:    | Tổng thời lượng:    | 6:12                |

Phần 3
| Ngày 29 tháng 1, 2023 | Ngày 29 tháng 1, 2023               | Ngày 29 tháng 1, 2023 | Ngày 29 tháng 1, 2023 | Ngày 29 tháng 1, 2023 | Ngày 29 tháng 1, 2023 |
| STT                   | Nhan đề                             | Phổ lời               | Phổ nhạc              | Artist                | Thời lượng            |
| --------------------- | ----------------------------------- | --------------------- | --------------------- | --------------------- | --------------------- |
| 1.                    | "The Opposite Side" (반대편)        | Hong Yej-in           | Hong Yej-in           | Lee Juck              | 4:10                  |
| 2.                    | "The Opposite Side" (반대편; Inst.) |                       | Hong Yej-in           |                       | 4:10                  |
| Tổng thời lượng:      | Tổng thời lượng:                    | Tổng thời lượng:      | Tổng thời lượng:      | Tổng thời lượng:      | 8:20                  |

Phần 4
| Ngày 5 tháng 2, 2023 | Ngày 5 tháng 2, 2023       | Ngày 5 tháng 2, 2023 | Ngày 5 tháng 2, 2023 | Ngày 5 tháng 2, 2023 | Ngày 5 tháng 2, 2023 |
| STT                  | Nhan đề                    | Phổ lời              | Phổ nhạc             | Artist               | Thời lượng           |
| -------------------- | -------------------------- | -------------------- | -------------------- | -------------------- | -------------------- |
| 1.                   | "At Night" (간밤에)        | Dailog               | Dailog Hen           | Giriboy              | 2:52                 |
| 2.                   | "At Night" (간밤에; Inst.) |                      | Dailog Hen           |                      | 2:52                 |
| Tổng thời lượng:     | Tổng thời lượng:           | Tổng thời lượng:     | Tổng thời lượng:     | Tổng thời lượng:     | 5:44                 |

Phần 5
| Ngày 12 tháng 2, 2023 | Ngày 12 tháng 2, 2023 | Ngày 12 tháng 2, 2023 | Ngày 12 tháng 2, 2023 | Ngày 12 tháng 2, 2023 | Ngày 12 tháng 2, 2023 |
| STT                   | Nhan đề               | Phổ lời               | Phổ nhạc              | Artist                | Thời lượng            |
| --------------------- | --------------------- | --------------------- | --------------------- | --------------------- | --------------------- |
| 1.                    | "Alright"             | Jin Dong-wook         | Jin Dong-wook         | Ha Hyun-sang          | 3:22                  |
| 2.                    | "Alright" (Inst.)     |                       | Jin Dong-wook         |                       | 3:22                  |
| Tổng thời lượng:      | Tổng thời lượng:      | Tổng thời lượng:      | Tổng thời lượng:      | Tổng thời lượng:      | 6:44                  |

Phần 6
| Ngày 26 tháng 2, 2023 | Ngày 26 tháng 2, 2023       | Ngày 26 tháng 2, 2023 | Ngày 26 tháng 2, 2023 | Ngày 26 tháng 2, 2023 | Ngày 26 tháng 2, 2023 |
| STT                   | Nhan đề                     | Phổ lời               | Phổ nhạc              | Artist                | Thời lượng            |
| --------------------- | --------------------------- | --------------------- | --------------------- | --------------------- | --------------------- |
| 1.                    | "LOVE CODE [1+1=1]"         | MaO Naiv              | Naiv                  | Vincent Blue          | 3:37                  |
| 2.                    | "LOVE CODE [1+1=1]" (Inst.) |                       | Naiv                  |                       | 3:37                  |
| Tổng thời lượng:      | Tổng thời lượng:            | Tổng thời lượng:      | Tổng thời lượng:      | Tổng thời lượng:      | 7:14                  |

## Hiệu suất người xem
| Mùa | Mùa | Số tập | Số tập | Số tập | Số tập | Số tập | Số tập | Số tập | Số tập | Số tập | Số tập | Số tập | Số tập | Số tập | Số tập | Số tập | Số tập | Trung bình |
| Mùa | Mùa | 1      | 2      | 3      | 4      | 5      | 6      | 7      | 8      | 9      | 10     | 11     | 12     | 13     | 14     | 15     | 16     | Trung bình |
| --- | --- | ------ | ------ | ------ | ------ | ------ | ------ | ------ | ------ | ------ | ------ | ------ | ------ | ------ | ------ | ------ | ------ | ---------- |
|     | 1   | 0,971  | 1,461  | 1,354  | 1,819  | 2,242  | 2,660  | 2,433  | 3,010  | 2,505  | 3,232  | 3,076  | 3,328  | 2,855  | 3,646  | 3,755  | 4,329  | 2,667      |

| Tập | Ngày phát sóng ban đầu   | Tên tiêu đề                                             | Tỷ lệ người xem trung bình (theo Nielsen Hàn Quốc) | Tỷ lệ người xem trung bình (theo Nielsen Hàn Quốc) |
| Tập | Ngày phát sóng ban đầu   | Tên tiêu đề                                             | Toàn quốc                                          | Seoul                                              |
| --- | ------------------------ | ------------------------------------------------------- | -------------------------------------------------- | -------------------------------------------------- |
| 1 | Ngày 14 tháng 1 năm 2023 | "Người Và Tôi, Phép Giao Của Hai Vũ Trụ"                | 4.044% (đứng nhất)                                 | 4.315% (đứng nhất)                                 |
| 2 | Ngày 15 tháng 1 năm 2023 | "Xắc Suất Gặp Phải Oan Gia Ở Nơi Ngõ Hẹp"               | 5.819% (đứng nhất)                                 | 6.076% (đứng nhất)                                 |
| 3 | Ngày 21 tháng 1 năm 2023 | "Các Trường Hợp Khi Ác Cảm Trở Thành Hào Cảm"           | 5.038% (đứng nhất)                                 | 5.253% (đứng nhất)                                 |
| 4 | Ngày 22 tháng 1 năm 2023 | "Cuộc Nổi Loạn Của Cấp Số Cộng"                         | 7.559% (đứng nhất)                                 | 8.019% (đứng nhất)                                 |
| 5 | Ngày 28 tháng 1 năm 2023 | "Sự Phân Bố Xắc Suất Bí Mật Của X Và Y"                 | 9.145% (đứng nhất)                                 | 10.450% (đứng nhất)                                |
| 6 | Ngày 29 tháng 1 năm 2023 | "Ở Đời Không Có Đáp Án Đúng, Chỉ Có Đáp Án Mẫu Mà Thôi" | 10.978% (đứng nhất)                                | 12.030% (đứng nhất)                                |
| 7 | Ngày 4 tháng 2 năm 2023  | "Quy Luật Rất Đỗi Bình Thường Khi Rơi Vào Lưới Tình"    | 9.730% (đứng nhất)                                 | 10.799% (đứng nhất)                                |
| 8 | Ngày 5 tháng 2 năm 2023  | "Suy Luận Quy Nạp Khiến Nhân Duyên Trở Thành Số Mệnh"   | 11.823% (đứng nhất)                                | 13.571% (đứng nhất)                                |
| 9 | Ngày 11 tháng 2 năm 2023 | "Hiệu Ứng Cánh Bướm Của Mối Quan Hệ Chúng Ta"           | 10.409 (đứng nhất)                                 | 12.106 (đứng nhất)                                 |
| 10 | Ngày 12 tháng 2 năm 2023 | "Biến Số Mang Tên Càm Xúc Khiến Mối Quan Hệ Thay Đổi"   | 13.501% (đứng nhất)                                | 15.598% (đứng nhất)                                |
| 11 | Ngày 18 tháng 2 năm 2023 | "Quan Hệ Hàm Số Của Tình Yêu Chúng Ta"                  | 12.468% (đứng nhất)                                | 14.643% (đứng nhất)                                |
| 12 | Ngày 19 tháng 2 năm 2023 | "Giao Điểm Giữa Bi Kịch Và Hài Kịch"                    | 13.501% (đứng nhất)                                | 15.958% (đứng nhất)                                |
| 13 | Ngày 25 tháng 2 năm 2023 | "Cách Ta Ứng Phó Với Giả Thuyết Không Thể Giải"         | 12.997% (đứng nhất)                                | 15.519% (đứng nhất)                                |
| 14 | Ngày 26 tháng 2 năm 2023 | "Hãy Tìm Cách Giải Duy Nhất"                            | 14.296% (đứng nhất)                                | 16.977% (đứng nhất)                                |
| 15 | Ngày 4 tháng 3 năm 2023  | "Kết Của Của Sự Ngẫu Nhiên Và Đương Nhiên"              | 15.507% (đứng nhất)                                | 18.405% (đứng nhất)                                |
| 16 | Ngày 5 tháng 3 năm 2023  | "Người Và Tôi, Phép Hợp Của Hai Vũ Trụ"                 | 17.038% (đứng nhất)                                | 19.797% (đứng nhất)                                |
| Trung bình | Trung bình               | Trung bình                                              | 10.731%                                            | 12.285%                                            |
| - Trong bảng trên, các số màu xanh biểu thị xếp hạng được công bố thấp nhất và các số màu đỏ biểu thị xếp hạng được công bố cao nhất. - Bộ phim này được phát sóng trên kênh truyền hình cáp/trả phí nên số lượng người xem thấp hơn so với truyền hình miễn phí (KBS, SBS, MBC và EBS). |                          |                                                         |                                                    |                                                    |

## Xếp hạng
Trong thời gian phát sóng, Crash Course in Romance đã tạo ra tiếng vang dữ liệu lớn. Theo Good Data Corporation, nó đứng đầu với tỷ lệ chủ đề là 23,8% trong Top 10 Bảng xếp hạng chủ đề truyền hình ở hạng mục phim truyền hình trong bốn tuần liên tiếp. Jung Kyung-ho đứng đầu hạng mục nghệ sĩ biểu diễn trong 5 tuần liên tiếp, trong khi Jeon Do-yeon, Shin Jae-ha, Roh Yoon-seo và Lee Chae-min lần lượt xếp thứ 3, 6, 10 và 14.
Trong bảng xếp hạng phim truyền hình của dịch vụ truyền thông OTT, Crash Course in Romance đã giữ vị trí đầu bảng trong ba tuần liên tiếp. Theo bảng xếp hạng nội dung tổng hợp hàng tuần của Kinolights (4–10 tháng 2 năm 2023), một dịch vụ xem và phân tích nội dung, bộ phim phát sóng lần đầu vào ngày 14 tháng 1 đã dẫn đầu trong số các bộ phim truyền hình.

## Kịch bản xuất bản
Kịch bản gốc của bộ truyện đã được xuất bản thành hai cuốn sách; mỗi tập bao gồm tám tập.
| Năm  | Tiêu đề                                                                     | Tiêu đề                             | Tác giả                      | Nhà xuất bản | Ngày phát hành | ISBN |
| Năm  | Tiếng Việt                                                                  | Tiếng Hàn                           | Tác giả                      | Nhà xuất bản | Ngày phát hành | ISBN |
| ---- | --------------------------------------------------------------------------- | ----------------------------------- | ---------------------------- | ------------ | -------------- | ---- |
| 2023 | Khóa học yêu cấp tốc: Cuốn sách kịch bản của Yang Hee-seung và Yeo Eun-ho 1 | 일타 스캔들: 양희승·여은호 대본집 1 | Yang Hee-seung và Yeo Eun-ho | Wisdom House | TBA            | TBA  |
| 2023 | Khóa học yêu cấp tốc: Cuốn sách kịch bản của Yang Hee-seung và Yeo Eun-ho 2 | 일타 스캔들: 양희승·여은호 대본집 2 | Yang Hee-seung và Yeo Eun-ho | Wisdom House | TBA            | TBA  |